# William Bruce
William Speirs Bruce FRSE (Londres, 1 de agosto de 1867 — Edimburgo, 28 de outubro de 1921) foi um naturalista, cientista polar e oceanógrafo britânico que organizou e liderou a Expedição Nacional Antártica Escocesa (de 1902 a 1904) das Ilhas Órcades do Sul e o Mar de Weddell. Entre outras conquistas, a expedição estabeleceu a primeira estação meteorológica permanente na Antártica. Bruce mais tarde fundou o Laboratório Oceanográfico da Escócia, mas os seus planos para uma marcha transcontinental na Antártica através do Polo Sul foram abandonados devido à falta de apoio público e financeiro.
Em 1892, abandonou seus estudos de medicina na Universidade de Edimburgo e juntou-se à Expedição Dundee Whaling para a Antártica como assistente científico. Em seguida, fez viagens árticas para Nova Zembla, Spitsbergen e a Terra de Francisco José. Em 1899, Bruce, até então o mais experiente cientista polar da Grã-Bretanha, foi requerido para um cargo na Expedição Discovery de Robert Falcon Scott, mas os atrasos sobre esta nomeação e confrontos com o presidente da Real Sociedade Geográfica (RGS), Sir Clements Markham, levaram-no a organizar sua própria expedição, o que lhe valeu a inimizade permanente do estabelecimento geográfico britânico. Embora tenha recebido vários prêmios por seu trabalho polar, incluindo um doutorado honorário da Universidade de Aberdeen, nem ele nem qualquer um de seus colegas da ENAE foram recomendados pela RSG para a prestigiosa Medalha Polar.
Entre 1907 e 1920, Bruce fez muitas viagens às regiões árticas, tanto para fins científicos como para fins comerciais. Sua incapacidade de montar qualquer um dos principais empreendimentos de exploração após a ENAE é geralmente atribuída a sua falta de habilidades de relações públicas, inimigos poderosos e seu fervoroso nacionalismo escocês. Em 1919, sua saúde estava falhando e ele ficou vários períodos no hospital antes de sua morte em 1921, depois dele ter sido quase totalmente esquecido. Nos últimos anos, após o centenário da expedição escocesa, foram feitos esforços para dar maior reconhecimento ao papel na história da exploração científica polar.

## Início de vida

### Casa e escola
William Speirs Bruce nasceu em Londres, o quarto filho de Samuel Noble Bruce, um médico escocês, e sua esposa galesa Mary, cujo sobrenome de batismo era Lloyd. Seu nome do meio veio de outro ramo da família; a sua grafia incomum, diferente dos "Spiers" mais comuns, tendem a causar problemas para os jornalistas, críticos e biógrafos. William passou a sua infância em Londres, na casa da família na 18 Royal Crescent, em Holland Park, sob a tutela de seu avô, o reverendo William Bruce. Houve visitas regulares nas proximidades de Kensington Gardens, e, às vezes, ao Museu de História Natural; de acordo com Samuel Bruce, esses passeios acenderam o interesse do jovem William pela vida e pela natureza.
Em 1879, com doze anos de idade, William foi enviado para uma escola progressiva, Norfolk County School (mais tarde Watts Naval School), na vila de North Elmham, em Norfolk. Lá ele permaneceu até 1885, e depois passou mais dois anos na University College School, em Hampstead, preparando-se para o exame de admissão da escola de medicina da University College, London (UCL). Ele foi bem sucedido em sua terceira tentativa, e estava pronto para começar seus estudos de medicina no outono de 1887.

### Edimburgo
Durante o verão de 1887, Bruce viajou ao norte para Edimburgo para assistir cursos de férias sobre ciências naturais. Os cursos de seis semanas, na recém-criada Estação Marinha Escocesa em Granton no Estuário do rio Forth, estavam sob a direção de Patrick Geddes e John Arthur Thomson, e incluíam seções sobre botânica e zoologia prática. A experiência de Granton e o contato com alguns dos cientistas naturais contemporâneos mais importantes convenceram Bruce a ficar na Escócia. Ele abandonou seu lugar na UCL, e matriculou-se em vez na Faculdade de Medicina da Universidade de Edimburgo. Isto permitiu-lhe manter contato com seus mentores, como Geddes e Thomson, e também lhe deu a oportunidade de trabalhar durante o seu tempo livre nos laboratórios de Edimburgo, onde exemplares trazidos de volta da Expedição Challenger estavam sendo analisados e classificados. No mesmo lugar, ele também trabalhou com o Dr. John Murray e seu assistente John Young Buchanan, e ganhou uma compreensão mais profunda de oceanografia e uma valiosa experiência nos princípios da investigação científica.

## Primeiras viagens

### Expedição de Dundee Whaling

Um desenho que ilustra o tamanho de uma típica baleia franca, em relação ao tamanho de um homem

A Expedição Whaling Dundee, de 1892-1893, foi uma tentativa de investigar as possibilidades comerciais de caça às baleias em águas antárticas através da localização de uma fonte de baleias francas na região. Observações científicas e de pesquisa oceanográfica também seriam realizadas em quatro navios baleeiros: Balaena, Active, Diana e Polar Star. Bruce foi recomendado à expedição por Hugh Robert Mill, um conhecido de Granton que agora era bibliotecário da Real Sociedade Geográfica (RSG), em Londres. Embora pudesse interromper seus estudos médicos, ele não hesitou e tomou posse do Balaena com o capitão Alexander Fairweather. Os quatro navios partiram de Dundee em 6 de setembro de 1892.
A expedição relativamente curta — Bruce voltou à Escócia em maio de 1893 — falhou em seu propósito principal, proporcionando, apenas, oportunidades limitadas para o trabalho científico. Nenhuma baleia franca foi encontrada, e para reduzir as perdas da expedição foi ordenado um abate maciço de focas, para recolher peles, óleo e gordura. Bruce achou isto desagradável, especialmente porque esperava participar da matança. Em suas palavras, os resultados científicos da viagem foram "um espetáculo miserável". Em uma carta à Real Sociedade Geográfica, ele escreveu: "A atitude geral do mestre (Capitão Fairweather) estava longe de ser favorável ao trabalho científico". Foi negado a ele o acesso a mapas, por isso não foi possível estabelecer a localização precisa dos fenômenos. Ele foi obrigado a trabalhar "nos barcos", quando deveria ter estado a efectuar observações meteorológicas e outras de outra natureza; não lhe foram facultadas instalações adequadas para permitir a preparação de amostras, muitas das quais foram perdidas por manuseio descuidado por parte da tripulação. Apesar de tudo, sua carta à RSG termina: "Eu tenho que agradecer à Sociedade por me ajudar no que tem sido, apesar de todos os inconvenientes, uma experiência instrutiva e agradável." Em uma outra carta para Mill, ele esboçou sua vontade de ir para o Sul novamente, acrescentando: "o gosto que tive me fez voraz".
Em poucos meses, ele estava fazendo propostas para uma expedição científica à Geórgia do Sul, mas a RSG não iria apoiar seus planos. No início de 1896, ele considerou colaborar com os noruegueses Henryk Bull e Carsten Borchgrevink na tentativa de alcançar o polo sul magnético. Isto, também, não se concretizou.

### Expedição de Jackson-Harmsworth
De setembro de 1895 a junho de 1896, Bruce trabalhou na estação meteorológica de Ben Nevis, situada no topo daquela montanha, onde adquiriu mais experiência em procedimentos científicos e instrumentos meteorológicos. Em junho de 1896, novamente pela recomendação de Mill, ele deixou este posto para participar da Expedição Jackson-Harmsworth, então em seu terceiro ano no Ártico, na Terra de Francisco José. Esta expedição, liderada por Frederick George Jackson e financiada pelo jornalista magnata Alfred Harmsworth, tinha partido de Londres em 1894. O seu objectivo era realizar um levantamento detalhado do arquipélago de Francisco José, que tinha sido descoberto durante uma expedição austríaca 20 anos antes, mas que não estava devidamente mapeado. O grupo de Jackson se estabeleceu em cabo Flora, na Ilha Northbrook, a ilha mais ao sul do arquipélago. Ele era abastecido através de visitas regulares de seu navio de expedição Windward, no qual Bruce partiu de Londres em 9 de junho de 1896.

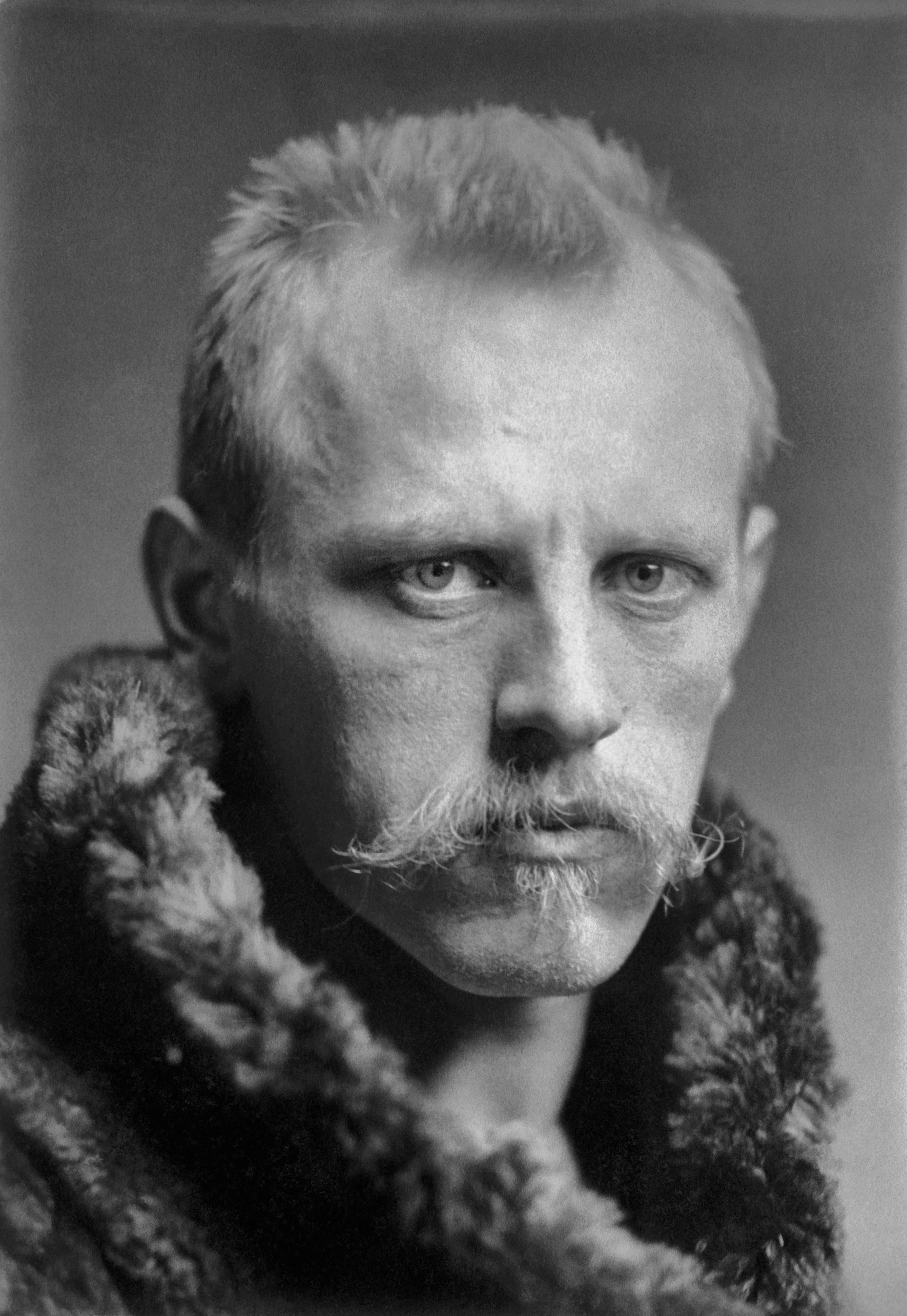
Fridtjof Nansen

O Windward chegou em Cabo Flora, em 25 de julho, onde Bruce inesperadamente encontrou, para além da tripulação de Jackson, Fridtjof Nansen e seu companheiro Hjalmar Johansen. Os dois noruegueses estavam a viver no gelo há mais de um ano, desde que deixaram o navio Fram, para uma marcha ao Polo Norte, e foi puro acaso que chegaram àquele lugar habitado entre milhares de quilômetros quadrados de resíduos do Ártico. Bruce menciona seu encontro com Nansen em uma carta para Mill, e o fato de ter conhecido o célebre norueguês seria uma futura fonte de muitos conselhos e encorajamento.
Durante seu primeiro ano em cabo Flora, ele coletou cerca de 700 espécimes zoológicos, muitas vezes em condições muito desagradáveis. De acordo com Jackson: "Não é um trabalho agradável mexer em água gelada, com o termômetro alguns graus abaixo de zero, ou arrastar-se no verão através da neve, muitos quilômetros em lama e lodo em busca de vida animal, tal como eu vi o Sr. Bruce frequentemente fazendo." Em sua homenagem, Jackson chamou o local de cabo Bruce, no extremo norte da ilha de Northbrook, na região 80°55′N. Jackson, no entanto, não estava satisfeito com a atitude possessiva dele em relação aos espécimes que tinha recolhido, os quais ele se recusou a entregar para o Museu Britânico com outros achados da expedição. Esta "tendência à arrogância científica", e falta de diplomacia nas relações interpessoais, foram as primeiras demonstrações de problemas em seu temperamento que mais tarde em sua vida seriam usadas contra ele.

### Viagens ao Ártico

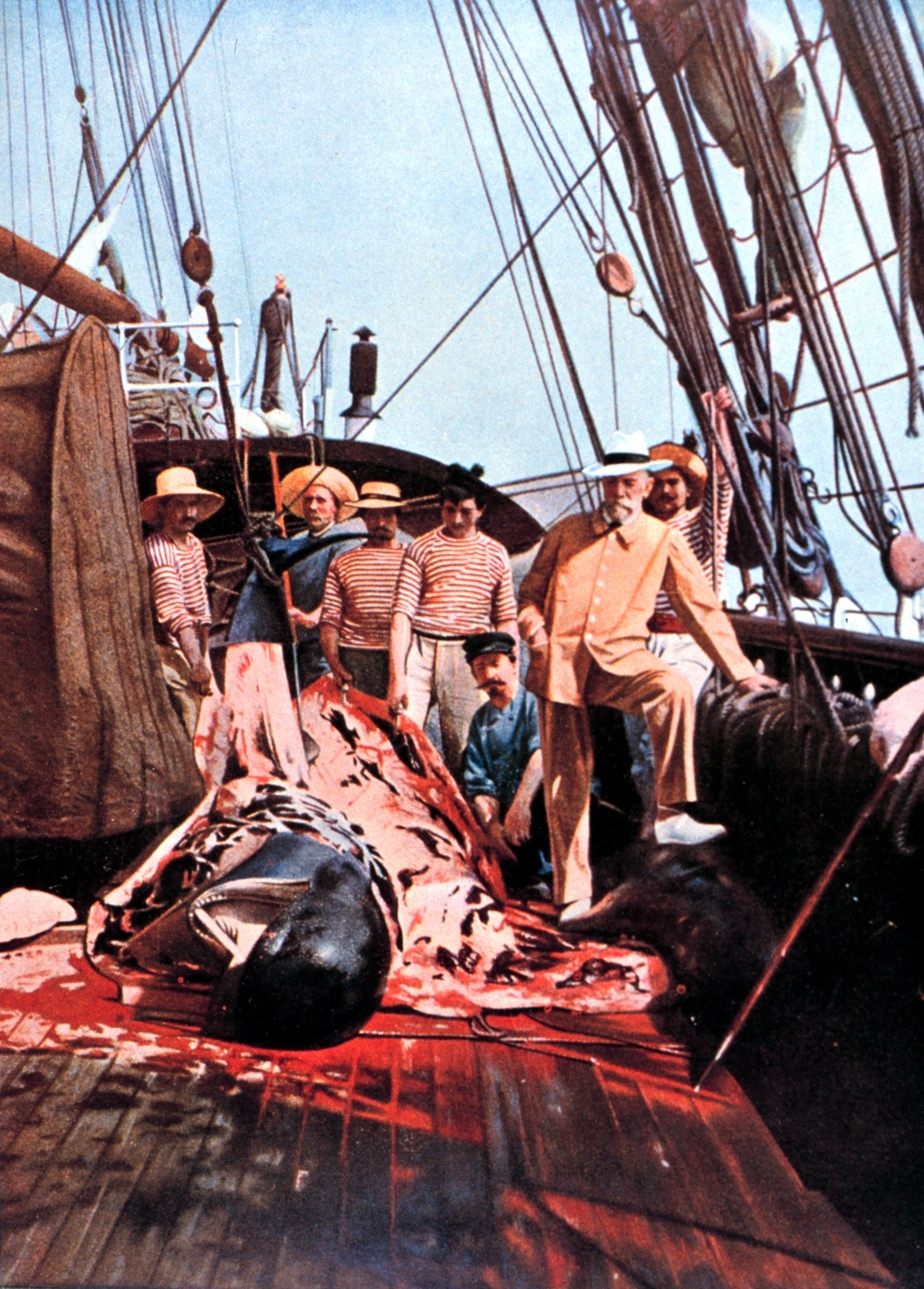
Príncipe Alberto de Mônaco, a bordo do Princesse Alice, com um cetáceo dissecado

Em seu retorno da Terra de Francisco José, William Bruce trabalhou em Edimburgo como assistente de seu antigo mentor, John Arthur Thomson, e retomou suas funções no observatório Ben Nevis. Em março de 1898, ele recebeu uma oferta para se juntar ao Major Andrew Coats em uma viagem de caça às águas do Ártico, em torno de Nova Zembla e de Spitsbergen, no navio privado Blencathra. Esta oferta tinha sido feita, de início, a Mill que não conseguiu obter uma licença da Real Sociedade Geográfica e, mais uma vez, sugeriu Bruce como um substituto. Andrew Coats era um membro da próspera família Coats, fabricantes de fios, que tinham fundado o Observatório Coats em Paisley. Bruce juntou-se ao Blencathra em Tromsø, na Noruega, em maio de 1898, para um cruzeiro que explorava o mar de Barents, as duas ilhas da Nova Zembla, e a ilha de Kolguyev, antes de regressar para Vardø, no nordeste da Noruega, para se reabastecer para a viagem a Spitsbergen. Em uma carta para Mill, Bruce relatou: "Este é um verdadeito cruzeiro e a vida é luxuosa". Mas seu trabalho científico era inabalável: "Eu tenho realizado 4 horas de observações em meteorologia e de temperatura da superfície do mar [...] testei salinidade com o hidrômetro de Buchanan; a minha rede de arrasto [...] esteve sempre em operação".
O Blencathra partiu para Spitsbergen, mas foi parado pelo gelo e teve que voltar a Tromsø. Aqui, encontrou o navio de pesquisa, Princesse Alice, propositadamente construído para o príncipe Alberto I de Mônaco, um dos principais oceanógrafos. Bruce ficou muito contente quando o príncipe o convidou para se juntar ao Princesse Alice em um levantamento hidrográfico em torno de Spitsbergen. O navio navegou até a costa oeste da ilha principal do grupo de Spitsbergen, e visitou Adventfjorden e Smeerenburg no norte. Durante os últimos estágios da viagem, Bruce foi colocado no comando das observações científicas da viagem.
No verão seguinte, Bruce foi convidado a viajar com o príncipe Alberto em outro cruzeiro oceanográfico para Spitsbergen. Em Red Bay, paralelo 80°N, Bruce subiu o pico mais alto da região, que o príncipe chamou "Ben Nevis" em sua honra. Quando o Princesse Alice encalhou em uma rocha submersa e, aparentemente, ficou preso, Alberto instruiu Bruce para iniciar os preparativos para um acampamento de inverno, na crença de que poderia ser impossível para o navio escapar. Felizmente, ele continuou a flutuar, e foi capaz de retornar a Tromsø para reparos.

## Expedição Nacional Antártica Escocesa

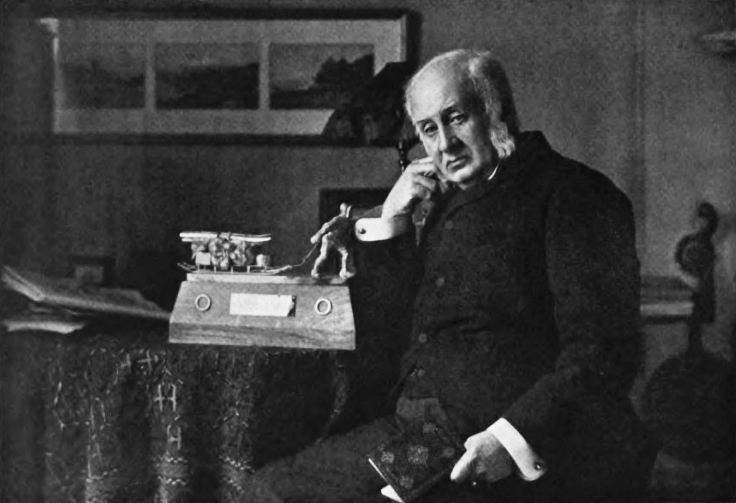
Sir Clements Markham, presidente da Real Sociedade Geográfica.

### Disputa com Markham
Em 15 de março de 1899, Bruce escreveu a Sir Clements Markham na RSG, oferecendo-se para fazer parte do grupo científico da Expedição Antártica Nacional, na altura em seus estágios iniciais de planejamento. A resposta de Markham limitou-se a uma linha, em que não se comprometia, e, durante um ano, Bruce não teve qualquer outro tipo de resposta. Aconselharam-no, então, a candidatar-se, indiretamente, a um cargo de assistente científico. Em 21 de março de 1900, Bruce voltou a lembrar a Markham que ele se tinha candidatado um ano antes, e expôs as suas intenções atuais: "Não tenho qualquer tipo de ilusão de ser capaz de juntar dinheiro suficiente para um segundo navio britânico". Nos dias que se seguiram, informou que o financiamento para um segundo navio já estava assegurado, fazendo suas primeiras referências explícitas a uma "Expedição escocesa" Isso alarmou Markham, que respondeu com um pouco de raiva: "Essa orientação será mais prejudicial para a Expedição [...] Um segundo navio não constitui o mínimo requisito [...] Não entendo o porquê essa rivalidade maliciosa foi despoletada". Bruce respondeu negando a rivalidade, e afirmando: "Se os meus amigos estão dispostos a me dar dinheiro para realizar meus planos, eu não vejo por que não deveria aceitá-lo [...] são várias as opiniões que afirmam que um segundo navio seria altamente desejável". Insatisfeito, Markham escreveu de volta: "Como eu estava fazendo o meu melhor para que você fosse escolhido [para a Expedição Antártica Nacional] eu tinha o direito de pensar que você não iria dar esse passo [...] sem ao menos me consultar". Ele continuou: "Você irá inviabilizar a expedição Nacional [...] ao organizar a sua própria expedição".
Bruce respondeu formalmente, dizendo que os fundos que tinha levantado na Escócia não teriam sido concedidos para qualquer outro projeto. Não houve mais nenhuma correspondência entre os dois, além de uma breve nota conciliatória de Markham, em fevereiro de 1901, onde se lia "agora eu posso ver as coisas do seu ponto de vista, e desejo-lhe sucesso"—um sentimento que aparentemente não se reflete na atitude posterior de Markham para a expedição escocesa.

### Viagem doScotia

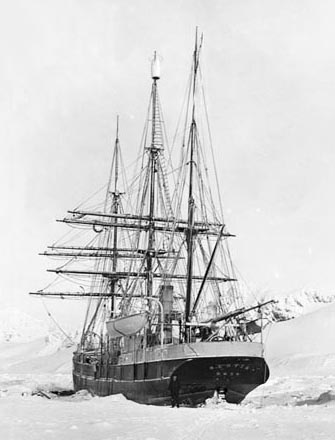
Scotia, ancorado na Ilha Laurie. 1903

Com o apoio financeiro da família Coats, Bruce tinha adquirido um baleeiro norueguês, Hekla, que ele transformou em um navio de pesquisa da Antártica totalmente equipado, rebatizado Scotia. Ele, então, nomeou uma equipe de tripulação científica toda de origem escocesa. O Scotia deixou Troon em 2 de novembro de 1902, e seguiu para o sul em direção à Antártica, onde Bruce pretendia instalar alojamentos de inverno no quadrante do Mar de Weddell, "tão perto do Polo Sul quanto possível". Em 22 de fevereiro, o navio chegou a 70°25′S, mas não pode ir adiante por causa do denso gelo. Retirou-se, então, para a Ilha Laurie, na cadeia das Órcades do Sul, para aí passar o inverno. Uma estação meteorológica, Omond House, foi criada como parte de um programa completo de trabalho científico.
Em novembro de 1903, o Scotia retirou-se para Buenos Aires para manutenção e reabastecimento. Enquanto estava na Argentina, Bruce negociou um acordo com o governo no qual Omond House se tornaria uma estação meteorológica permanente, sob o controle argentino. Rebatizada como Base Orcadas, o lugar tem estado continuamente em operações desde então, fornecendo a mais longa série histórica de dados de meteorológicos da Antártica. Em janeiro de 1904, o Scotia partiu rumo ao sul novamente, para explorar o mar de Weddell. Em 6 de março, foi avistada nova terra, parte da fronteira oriental do mar; ele nomeou o local de Terra de Coats em homenagem aos principais patrocinadores da expedição. Em 14 de março, a uma latitude de 74°01′S, e em perigo de ficar bloqueado pelo gelo, o Scotia virou para o norte. A longa viagem de volta para a Escócia, via Cidade do Cabo, foi concluída em 21 de julho de 1904.
Esta expedição reuniu uma grande coleção de animais, espécimes marinhos e plantas, e realizou extensas observações hidrográficas, magnéticas e meteorológicas. Cem anos mais tarde, foi reconhecido que o trabalho da expedição tinha "lançado as bases dos estudos modernos da mudança climática", e que o seu trabalho experimental tinha mostrado essa parte do globo como sendo de crucial importância para o clima do mundo. De acordo com o oceanógrafo Tony Rice, esta expedição realizou o programa mais abrangente, até à data, do que qualquer outra na Antártica. Na época, no entanto, a sua recepção na Grã-Bretanha foi relativamente tímida; embora o seu trabalho tenha sido muito elogiado dentro da comunidade científica, Bruce teve que se esforçar para juntar o dinheiro necessário para publicar seus resultados científicos, e culpou Markham pela falta de reconhecimento nacional.

## Anos pós-expedição

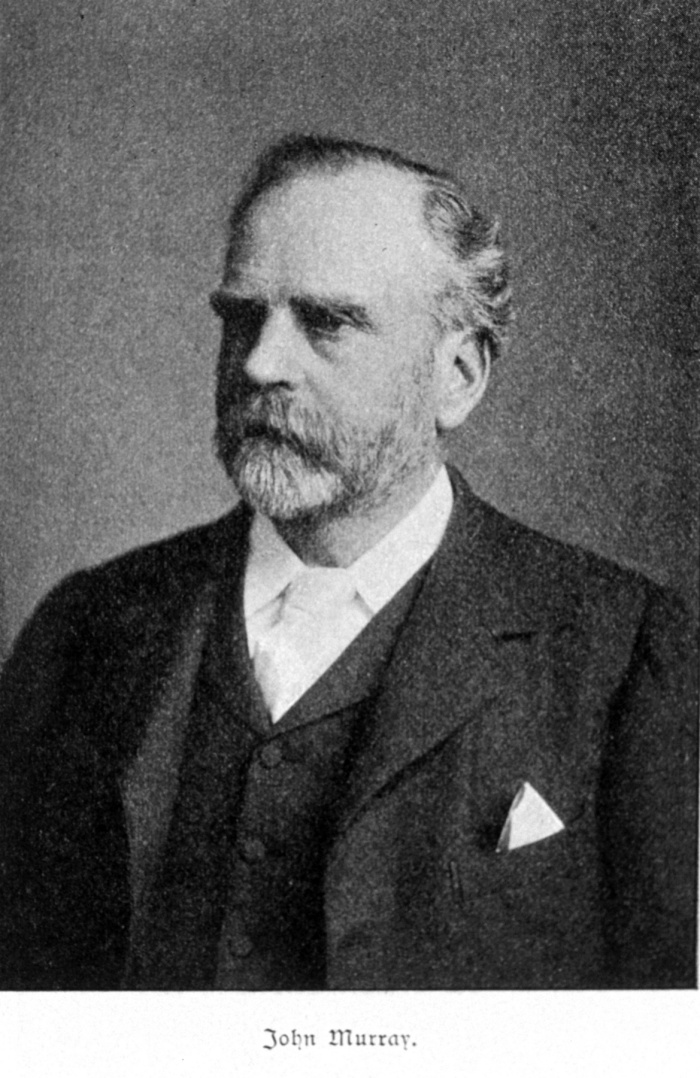
Sir John Murray, um mentor inicial de Bruce

### Laboratório Oceanográfico Escocês
Sua coleção de espécimes, recolhidos a partir de mais de uma década de viagens ao Ártico e Antártica, exigia um lar permanente. O próprio Bruce precisava de uma base a partir da qual os relatórios científicos detalhados da viagem no Scotia poderiam ser preparados para publicação. Ele obteve instalações em Nicolson Street, Edimburgo, nas quais estabeleceu um laboratório e um museu, nomeando-o Laboratório Oceanográfico da Escócia, com a ambição final de se tornar o Instituto Nacional Oceanográfico Escocês. Foi oficialmente inaugurado pelo príncipe Alberto em 1906.
No interior dessas instalações, Bruce alojou o seu equipamento meteorológico e oceanográfico, em preparação para futuras expedições. Lá, ele também se reuniu com colegas exploradores, incluindo Nansen, Shackleton e Roald Amundsen. Sua principal tarefa, no entanto, foi planejar a elaboração dos relatórios científicos da ENAE. Estes, a um custo considerável e muita demora, foram publicados entre 1907 e 1920, com exceção de um volume — seu próprio registro — que permaneceu inédito até 1992, após a sua redescoberta. Bruce manteve uma vasta correspondência com especialistas, incluindo Sir Joseph Hooker, que tinha viajado até à Antártica com James Clark Ross, em 1839–1843, e para quem Bruce dedicou seu pequeno livro, Exploração Polar.
Em 1914, começaram as discussões para encontrar instalações mais permanentes, tanto para a coleção de Bruce como, após a morte do oceanógrafo Sir John Murray naquele ano, para as amostras e para a biblioteca da expedição Challenger. Bruce propôs que um novo centro devesse ser criado como um memorial para Murray. Houve um acordo unânime para prosseguir, mas o projeto foi limitado pela eclosão da guerra, e não mais seria retomado. O Laboratório Oceanográfico Escocês continuou até 1919, quando ele, com a saúde debilitada, foi forçado a fechá-lo, dispersando o seu conteúdo para o Museu Real da Escócia, a Real Sociedade Geográfica Escocesa (RSGE), e a Universidade de Edimburgo.

### Planos de retorno à Antártica
Em 17 de março de 1910, Bruce apresentou propostas para a Real Sociedade Geográfica Escocesa (RSGE) para uma nova expedição escocesa à Antártica. Seu plano previa que um grupo passasse o inverno na, ou perto da, Terra de Coats, enquanto o navio levava outro grupo para o mar de Ross, no lado oposto do continente. Durante a segunda temporada, o grupo da Terra de Coats, atravessaria o continente a pé, através do Polo Sul, enquanto o grupo do mar de Ross se dirigiria para sul para se encontrar com eles e ajudá-los no seu regresso casa. A expedição também realizaria amplos trabalhos científicos e observações oceanográficas. Bruce estimou que o custo total seria de cerca de 50 000 libras (em 2013, cerca de 4 320 000 libras).
A RSGE apoiou estas propostas, assim como a Real Sociedade de Edimburgo, a Universidade de Edimburgo e outras organizações da Escócia. No entanto, o momento foi inoportuno; a Real Sociedade Geográfica, em Londres, estava totalmente ocupada com a Expedição Terra Nova, do Capitão Scott, e não mostrou nenhum interesse nos planos de Bruce. Nenhuns benfeitores privados, com posses, se interessaram, e as influências persistentes e intensas junto do governo para o apoio financeiro falharam. Ele, como de costume, suspeitou que seus esforços estavam sendo prejudicados pela velho, mas ainda assim influente, Markham. Finalmente aceitando que seu empreendimento não daria certo, ofereceu, de forma generosa, apoio e conselhos a Ernest Shackleton que, em 1913, anunciou planos, semelhante aos de Bruce, para sua Expedição Transantártica Imperial. Shackleton não só recebeu £ 10 mil do governo, mas conseguiu angariar grandes somas de dinheiro de fontes privadas, incluindo £ 24 mil do empresário escocês Sir James Caird de Dundee.
A expedição de Shackleton foi uma aventura épica, mas falhou completamente em sua principal tarefa de efectuar uma travessia transcontinental. Bruce não foi consultado pela comissão de salvamento de Shackleton sobre o resgate dos membros da expedição, quando a necessidade surgiu em 1916. "Eu, pessoalmente, acho que", ele escreveu, "por estar a norte de Tweed, pensam que estou morto".

### Sociedade Escocesa de Spitsbergen

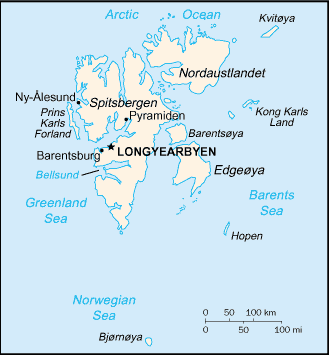
Mapa de Spitsbergen arquipélago (hoje chamada de Svalbard), mostrando as ilhas Prins Karls Forland, Barentsøya e Edgeøya

Durante suas visitas a Spitsbergen com o príncipe Alberto, em 1898 e 1899, Bruce tinha detectado a presença de carvão, gipsita e, possivelmente, petróleo. Nos verões de 1906 e 1907, acompanhou, de novo, o príncipe ao arquipélago, com o objetivo principal de inspecionar e mapear Prins Karls Forland, uma ilha não visitada durante as viagens anteriores. Aqui, Bruce descobriu mais depósitos de carvão, e vestígios de ferro. Com base nestes achados, ele criou uma empresa de prospecção de minérios, a Sociedade Escocesa de Spitsbergen, em julho de 1909.
Naquela época, pela lei internacional Spitsbergen era considerada uma terra nullius — os direitos para proceder à mineração e extração poderiam ser estabelecidos com um simples registro notarial. A empresa de Bruce registrou os seus direitos em Prins Karls Forland e nas ilhas de Barentsøya e Edgeøya, entre outras áreas. Um montante de 4 mil libras (de um total de £ 6 mil) foi subscrito para financiar os custos de uma expedição de prospecção profunda durante o verão de 1909, em um navio fretado com uma equipe científica completa. Os resultados, no entanto, foram "decepcionantes", e a viagem gastou quase todos os fundos da empresa.
Bruce realizou mais duas visitas a Spitsbergen, em 1912 e 1914, mas o início da guerra impediu a continuação dos seus projetos imediatos. No entanto, no início de 1919, a antiga sociedade foi substituída por uma empresa de maior dimensão e mais bem financiada. Bruce já tinha concentrado os seus principais objetivos na descoberta de petróleo, mas as expedições científicas de 1919 e 1920, não conseguiram fornecer provas de sua presença, embora tivessem descoberto novos depósitos de carvão e minério de ferro. Entretanto, Bruce já estava muito doente para continuar com o seu envolvimento pessoal naquelas expedições. A nova empresa tinha gasto a maior parte de seu capital naqueles empreendimentos de prospecção e, embora tenha continuado a operar, sob vários donos, até 1952, não houve qualquer registro de extração que se tivesse mostrado rentável. Seus ativos e passivos foram, acabaram por ser adquiridos por um rival.

## Posterioridade

### Recusa das Medalhas Polar
Durante sua vida, ele recebeu muitos prêmios: a Medalha de Ouro da Real Sociedade Geográfica Escocesa, em 1904; a Medalha do Patrono da Real Sociedade Geográfica, em 1910; o prêmio Neill e a Medal da Real Sociedade de Edimburgo em 1913, e a Medalha Livingstone da Sociedade Geográfica Americana, em 1920. Ele também recebeu um diploma LLD honorário da Universidade de Aberdeen. A honra que lhe escapava, no entanto, era a Medalha Polar, concedida pelo Soberano sob recomendação da Real Sociedade Geográfica. Embora a medalha tivesse sido concedida aos membros de todas as outras expedições britânicas, ou da Comunidade de Nações, à Antártica durante o início do século XX, a ENAE foi a exceção; a medalha foi-lhe negada.
Bruce, e as pessoas próximas a ele, culparam Markham por essa omissão. O assunto foi levado, repetidamente, a todos aqueles que se pensava terem influência. Robert Rudmose Brown, cronista da viagem do Scotia e, mais tarde o primeiro biógrafo dele, escreveu em 1913 uma carta ao presidente da Real Sociedade Geográfica Escocesa, que essa negligência era "uma desconsideração para com a Escócia e o esforço dos escoceses". Bruce escreveu em março de 1915 ao presidente da Real Sociedade de Edimburgo, que concordou, em sua resposta, que "Markham tinha muito pelo que responder." Após sua morte, em 1916, Bruce enviou uma longa carta para seu deputado, Charles Price, detalhando a malícia de Sir Clements em relação a ele e à expedição escocesa, terminando com um profundo e sentido apelo em nome de seus antigos companheiros: "Robertson está morrendo sem também ter recebido sua faixa branca!!! O companheiro está morto!!! O engenheiro-chefe está morto!!! Todos são bons homens que já serviram nas Expedições Polares, mas, no entanto, eles ainda não receberam a faixa branca." Este apelo não obteve qualquer resposta.
Quase um século mais tarde, o assunto foi levantado no Parlamento da Escócia. Em 4 de novembro de 2002, o membro do parlamento Michael Russell apresentou uma moção relativa ao centenário da ENAE, que concluia: "O Comitê Consultivo da Medalha Polar deve recomendar o prêmio póstumo da Medalha Polar ao Dr. William Speirs Bruce, em reconhecimento ao seu estatuto como uma das figuras-chave na exploração polar científica, no início do século XX". Apesar deste esforço, nenhum prêmio, até junho de 2008, tinha sido entregue.

### Últimos anos
Após a eclosão da guerra em 1914, os projetos de Bruce estavam em espera. Ele ofereceu seus serviços ao Almirantado, mas não conseguiu obter qualquer missão. Em 1915, ele aceitou um cargo como diretor e gerente de uma empresa baleeira com base nas Seychelles, e passou quatro meses lá, mas o empreendimento fracassou. Em seu retorno à Grã-Bretanha, ele finalmente conseguiu um posto menor no almirantado.
Bruce continuou a pressionar para o seu reconhecimento, destacando as diferenças entre o tratamento da ENAE e de expedições inglesas. Quando a guerra terminou, ele tentou reviver seus vários interesses, mas sua saúde estava falhando, obrigando-o a fechar seu laboratório. Na viagem para Spitsbergen em 1920, ele viajou como consultor, não tendo qualquer participação operacional. No retorno, ele foi internado na Real Enfermaria de Edimburgo e, mais tarde, no Liberton Hospital, Edimburgo, onde morreu em 28 de outubro de 1921. De acordo com os seus desejos, ele foi cremado, e as cinzas levadas para a Geórgia do Sul e espalhadas no mar do sul. Apesar dos seus rendimentos serem de natureza irregular, e da sua falta generalizada de fundos, sua propriedade rendeu £ 7 mil (em 2013, cerca de 260 000 libras).

## Casamento e vida familiar
Não se sabe ao certo onde Bruce esteve a trabalhar após seu retorno de Spitsbergen, no outono de 1899. Em toda a sua vida, ele raramente tinha se estabelecido com um trabalho assalariado, e dependia de patrocínios, ou de conhecidos influentes, para encontrar trabalhos temporários. No início de 1901, ele sentiu-se suficientemente confiante de suas perspectivas para se casar. Sua noiva era Jessie Mackenzie, que tinha trabalhado como enfermeira na cirurgia de seu pai, Samuel, em Londres. A natureza discreta dele era tal que, mesmo entre o seu círculo de amigos e colegas, informações precisas sobre o casamento — sua data exata, a sua localização — não foi registrada por seus biógrafos. No entanto, seu casamento foi descoberto. Teve lugar em 26 de janeiro de 1901, em Nigg, Ross and Cromarty, na Chapelhill United Free Church depois da proclamação. Bruce indicação a sua ocupação como naturalista e zoólogo, filho de Samuel Noble Bruce, cirurgião, Membro do Real Colégio dos Cirurgiões, e solteiro, enquanto Jessie declarou-se solteira, filha de Alexander Mackenzie, mestre alfaiate, falecido. Bruce deu a sua residência como 17 Joppa Road, Portobello, Edimburgo, enquanto Jessie deu o dela como Chapelhill, Nigg e, como uma das testemunhas era Isabella Mackenzie, tudo leva a crer que que Nigg era paróquia de Jessie. (Colin B. Withers).
Os Bruce se instalaram no subúrbio costeiro de Portobello, Edimburgo, no primeiro de uma série de endereços nessa área. Um filho, Eillium Alastair, nasceu em abril de 1902, e Sheila Mackenzie, uma menina, nasceu sete anos depois. Durante esses anos, ele fundou o Clube Escocês de Esqui e se tornou seu primeiro presidente. Também foi co-fundador do Jardim Zoológico de Edimburgo.
A escolha de uma vida de explorador por Bruce, suas fontes esporádicas fontes de rendimento, e as frequentes e prolongadas ausências, provocaram sérias tensões sobre o matrimônio levando a que o casal se separasse em 1916. No entanto, eles continuaram a viver na mesma casa até a morte de William. Eillium tornou-se um oficial da Marinha mercante, onde chegou a capitão de um navio de investigação pesqueira que, por coincidência, tinha o nome Scotia.

## Avaliação
Após a morte de Bruce, seu amigo de longa data e colega Robert Rudmose Brown escreveu, em uma carta para o seu pai: "O nome dele está imperecivelmente escrito entre os grandes exploradores do mundo e entre os mártires de altruísta devoção científica". A biografia de Rudmose Brown foi publicada em 1923 e, no mesmo ano, uma comissão mista de sociedades científicas de Edimburgo instituiu o Bruce Memorial Prize, um prêmio para jovens cientistas polares. A partir daí, embora seu nome continuasse a ser respeitado nos círculos científicos, Bruce e suas realizações foram esquecidos pelo público em geral. Ocasionais menções dele nas histórias polares e biografias de figuras importantes, como Scott e Shackleton, tendiam a ser desconsideradas e imprecisas.

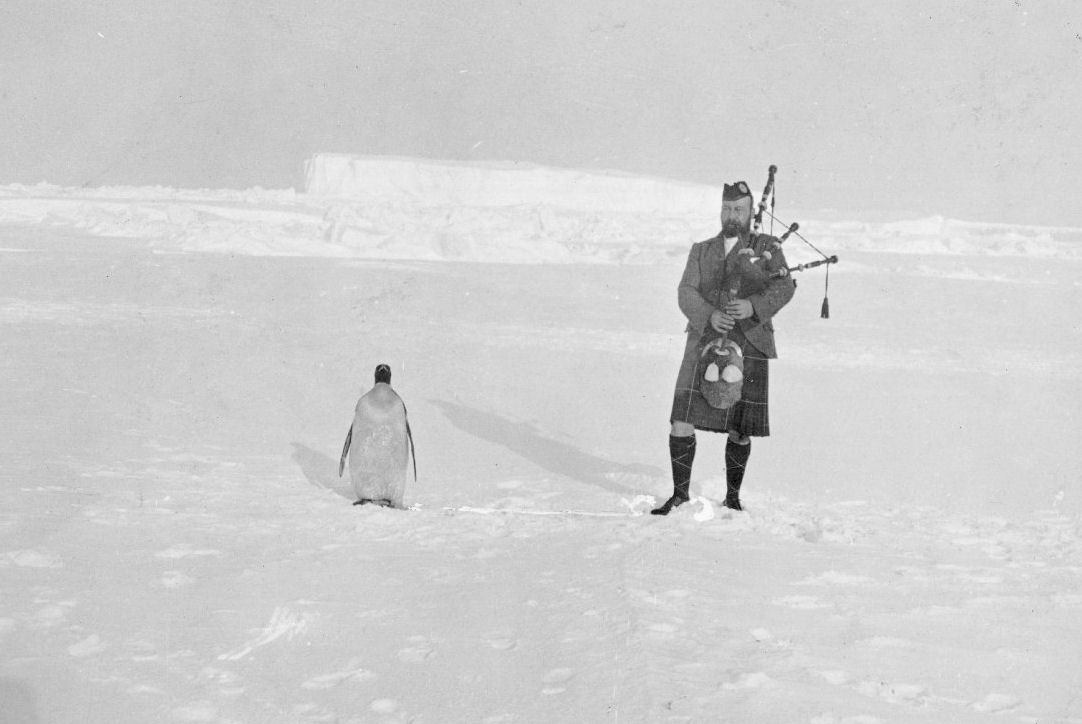
Uma imagem duradoura da Expedição Nacional Antártica Escocesa: Piper Gilbert Kerr, com o pinguim, fotografado por Bruce

Nos primeiros anos do século XXI, no entanto, houve uma reavaliação do trabalho de Bruce. Fatores que contribuíram para isso foram o centenário da ENAE, e o renovado sentido de identidade nacional da Escócia. Uma expedição em 2003, num moderno navio de pesquisa, o Scotia, utilizou informações coletadas por ele como base para examinar as mudanças climáticas na Geórgia do Sul. Esta expedição previu "conclusões dramáticas" relacionadas com o aquecimento global a partir de sua pesquisa, e viu essa contribuição como um "tributo ao herói polar esquecido da Grã-Bretanha, William Speirs Bruce". Um documentário de uma hora da BBC sobre Bruce, apresentado por Neil Oliver em 2011, confrontou sua ciência meticulosa com objetivo dos seus rivais de reforçar o prestígio imperial. Um novo biógrafo, Peter Speak (2003), afirma que a ENAE era "de longe, a expedição científica de melhor custo-benefício e a mais cuidadosamente planejada da Idade Heroica".
O mesmo autor considera razões pelas quais os esforços de Bruce de capitalizar este sucesso, se tornaram um fracasso, e sugere uma combinação de sua tímida, sem carisma e solitária natureza, e seu "fervoroso" nacionalismo escocês. Bruce, aparentemente, não tinha habilidades para relações públicas, nem capacidade de promover seu trabalho, como muito bem faziam Scott e Shackleton; um amigo de longa data descreveu-o como "tão espinhoso como o próprio cardo escocês". Às vezes, ele exibia um comportamento grosseiro, como para com Jackson, sobre a questão das amostras trazidas da Terra de Francisco José, e, em outra ocasião, com a Real Sociedade Geográfica, sobre a questão do reembolso de despesas menores. Ele fez de Sir Clements Markham um inimigo poderoso e duradouro, cuja influência afetou as atitudes de Londres contra Bruce, por vários anos após a sua disputa original.
Quanto ao seu nacionalismo, Bruce desejava ver a Escócia em pé de igualdade com outras nações. Seu orgulho nacional era intenso; em uma Nota Preparatória para a Viagem do Scotia, ele escreveu: "Enquanto a 'Ciência' for o talismã da expedição, 'Escócia' será estampada em sua bandeira". Esta insistência em enfatizar o caráter escocês dos seus projetos poderia ser cansativa para aqueles que não partilhavam a sua paixão. No entanto, ele manteve o respeito e devoção daqueles que ele levou, e de quem o conhecia há mais tempo. John Arthur Thomson, que tinha conhecido Bruce desde Granton, escreveu sobre ele aquando da revisão da biografia de Rudmose Brown, em 1923: "Nunca o ouvimos alguma vez queixar-se, embora ele não fosse do tipo de se calar, ou consentir algo, quando pensava que alguma injustiça estava sendo feita a seus homens, sobre seus colegas, em seu laboratório, em sua Escócia. Então, aí, podíamos vislumbrar o vulcão que ele guardava dentro de si, adormecido".